# Arcidiocesi di Bari-Bitonto

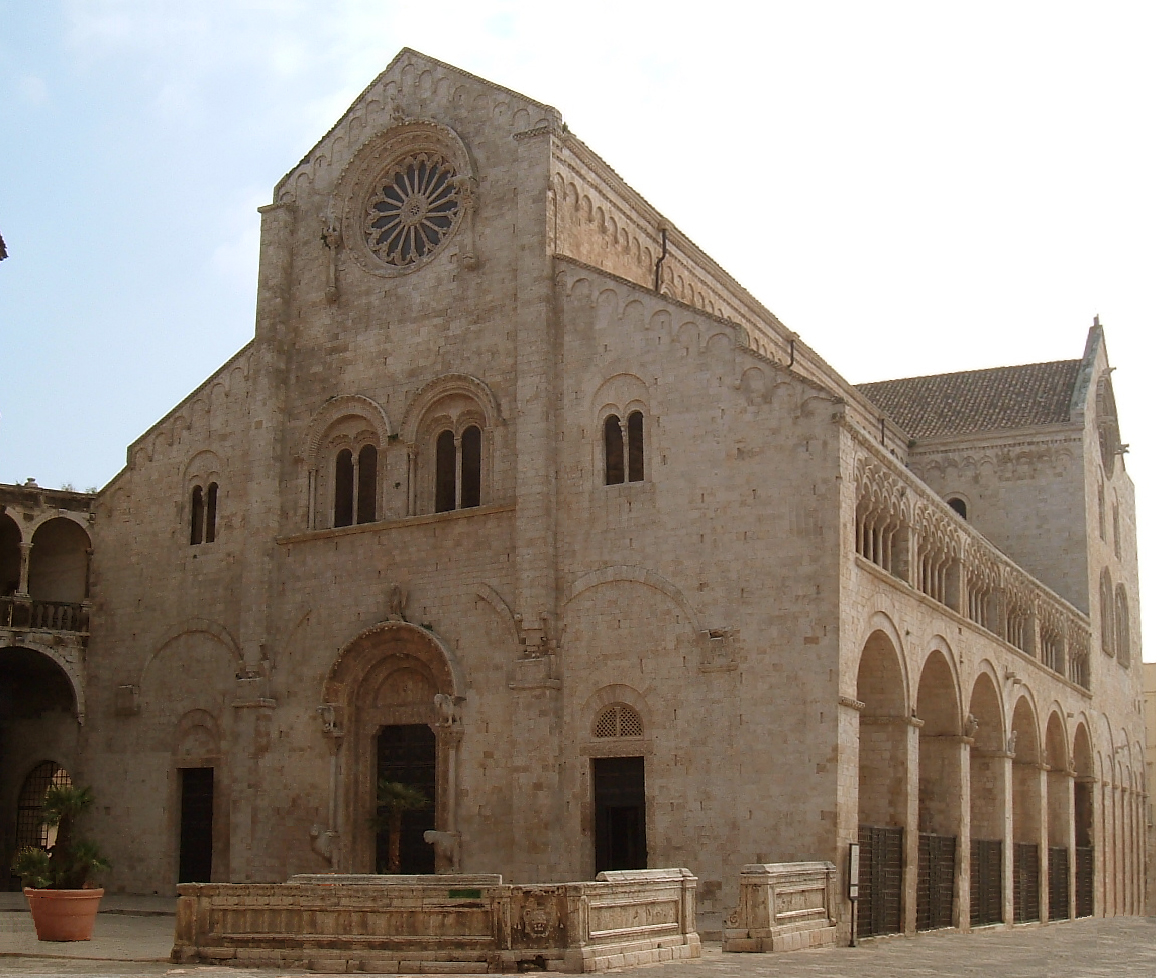
La concattedrale di San Valentino a Bitonto

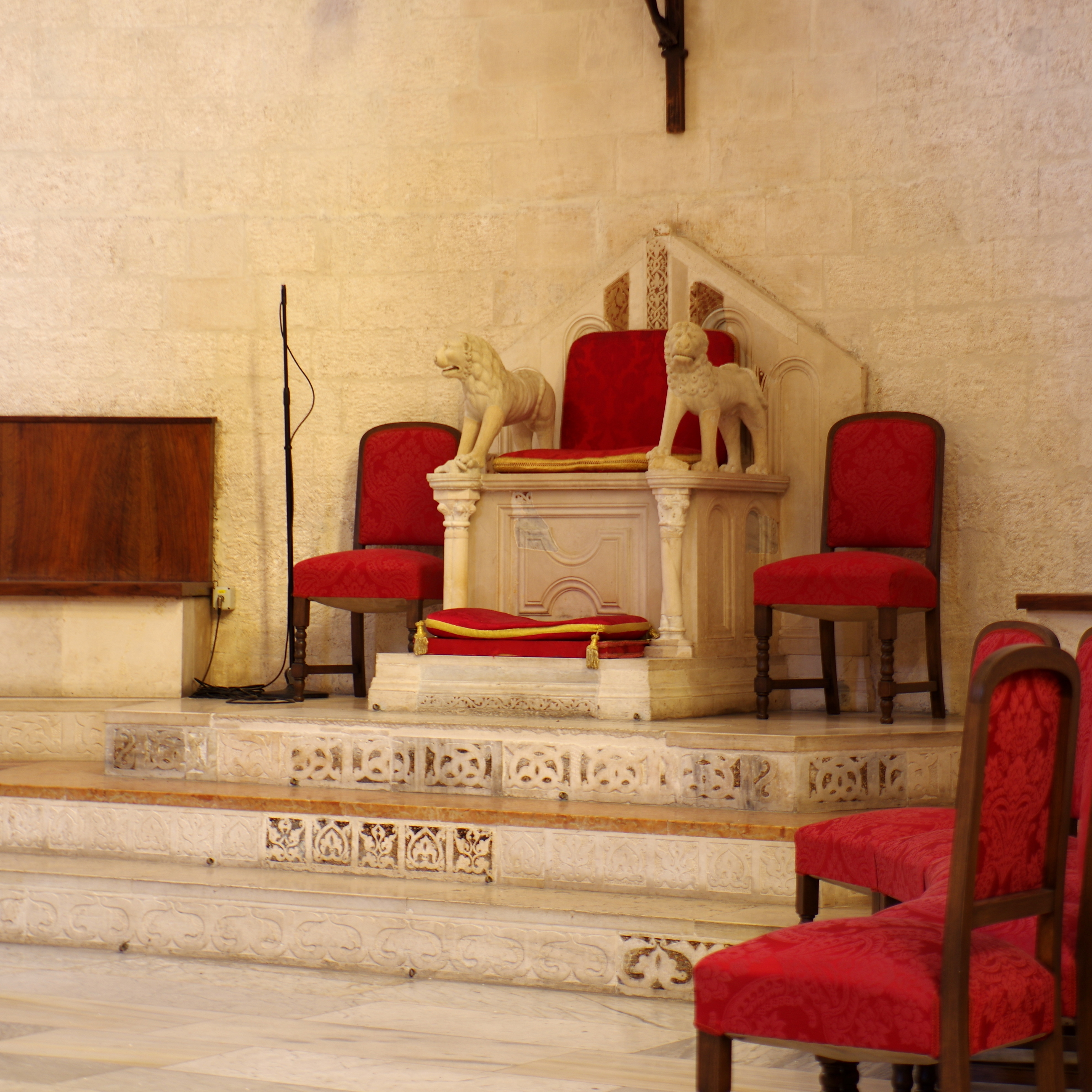
La cattedra arcivescovile, all'interno della cattedrale di San Sabino a Bari

L'arcidiocesi di Bari-Bitonto (in latino Archidioecesis Barensis-Bituntina) è una sede metropolitana della Chiesa cattolica in Italia appartenente alla regione ecclesiastica Puglia. Nel 2022 contava 757.506 battezzati su 757.830 abitanti. È retta dall'arcivescovo Giuseppe Satriano.

## Santi patroni
I santi patroni sono Maria SS.Odegitria o di Costantinopoli, San Nicola, San Sabino.

## Territorio
L'arcidiocesi comprende 21 comuni della città metropolitana di Bari ossia: Adelfia, Bari, Binetto, Bitetto, Bitonto, Bitritto, Capurso, Casamassima, Cassano delle Murge, Cellamare, Gioia del Colle, Grumo Appula, Modugno, Mola di Bari, Noicattaro, Palo del Colle, Sammichele di Bari, Sannicandro di Bari, Toritto, Triggiano e Valenzano.
L'arcidiocesi confina ad ovest con la diocesi di Molfetta-Ruvo-Giovinazzo-Terlizzi, a sud confina con la diocesi di Altamura-Gravina-Acquaviva delle Fonti, a sud-est confina con la diocesi di Castellaneta e ad est con la diocesi di Conversano-Monopoli.
Sede arcivescovile è la città di Bari, dove si trova la cattedrale di San Sabino. A Bitonto si trova la concattedrale di San Valentino.

### Vicariati e parrocchie
Il territorio si estende su 1265 km² ed è suddiviso in 127 parrocchie, raggruppate in 13 vicariati:
- I vicariato (8 parrocchie): Bari (quartieri San Nicola, Libertà e Marconi - San Girolamo - Fesca)
- II vicariato (11 parrocchie): Bari (quartieri Murat e Madonnella)
- III vicariato (10 parrocchie): Modugno città e Palo del Colle
- IV vicariato (8 parrocchie): Bari (quartieri Picone e Poggiofranco)
- V vicariato (7 parrocchie): Bari (quartieri Carrassi e San Pasquale)
- VI vicariato (10 parrocchie): Bari (quartieri San Paolo e Stanic, Palese Macchie e Santo Spirito)) e Modugno (quartiere Cecilia)
- VII vicariato (7 parrocchie): Binetto, Bitetto, Grumo Appula, Sannicandro di Bari e Toritto
- VIII vicariato (10 parrocchie): Casamassima, Cassano delle Murge, Gioia del Colle e Sammichele di Bari
- IX vicariato (11 parrocchie): Capurso, Cellamare, Triggiano e Valenzano
- X vicariato (12 parrocchie): Bari, quartieri Carbonara, Ceglie del Campo e Loseto, Adelfia e Bitritto
- XI vicariato (9 parrocchie): Mola di Bari e Noicattaro
- XII vicariato (8 parrocchie): Bari (quartieri Japigia, Torre a Mare e San Giorgio)
- XIII vicariato (13 parrocchie): che comprende il comune di Bitonto

### Santuari e basiliche
Nell'arcidiocesi sono presenti diversi santuari e basiliche, fra cui:
- la basilica pontificia di san Nicola a Bari
- la basilica pontificia e santuario di santa Fara a Bari
- il santuario di sant'Antonio da Padova a Bari
- la basilica pontificia dei Santi Medici a Bitonto
- il santuario del beato Giacomo Illirico a Bitetto
- la reale basilica minore di Santa Maria del Pozzo a Capurso
- il santuario di Santa Maria degli Angeli a Cassano delle Murge
- il santuario di Santa Maria della Grotta a Modugno

### Provincia ecclesiastica

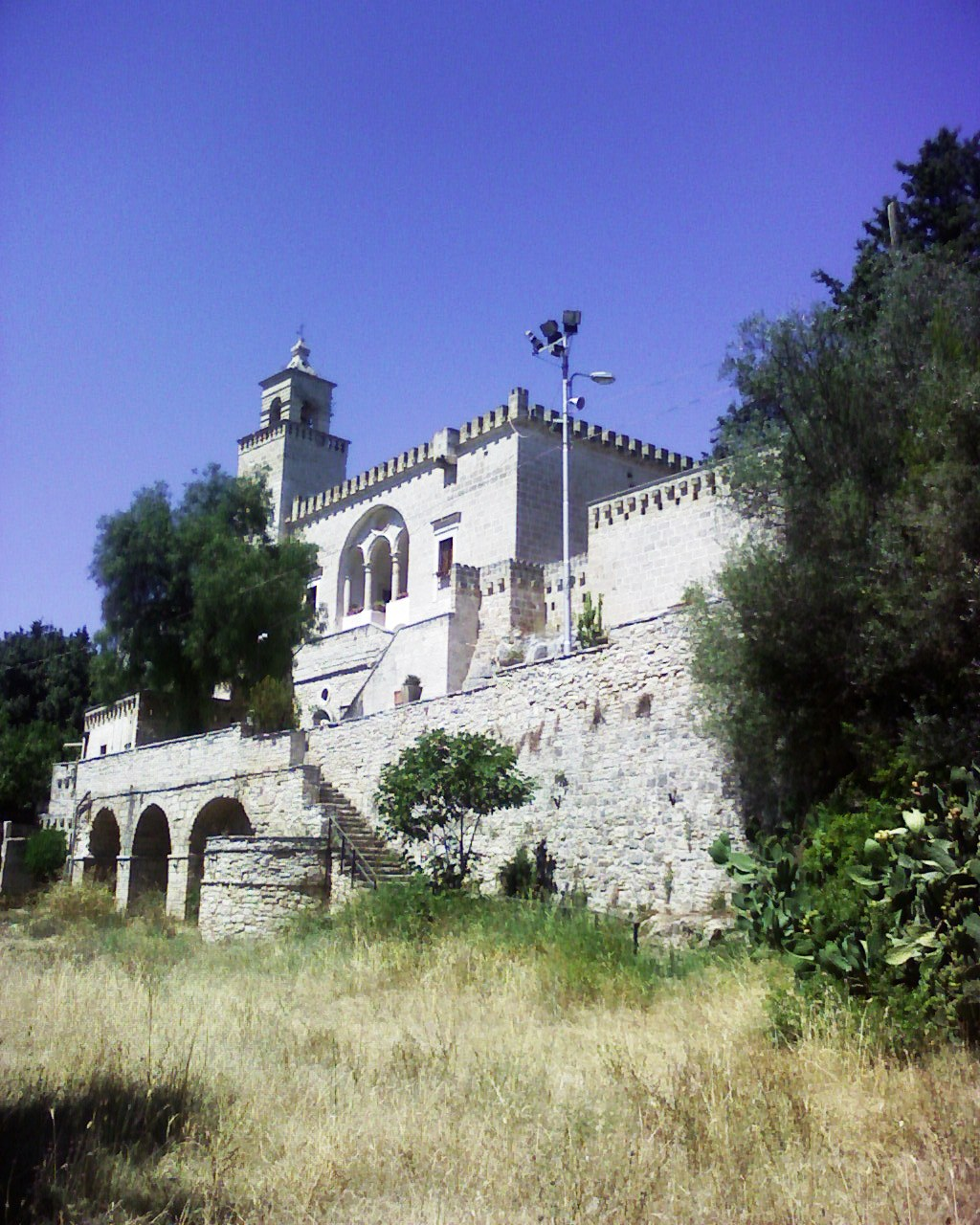
Il santuario di Santa Maria della Grotta a Modugno.

La provincia ecclesiastica della sede metropolitana di Bari-Bitonto si estende interamente in territorio pugliese e corrisponde quasi esattamente alle province di Bari e Barletta-Andria-Trani.
Le 5 sedi suffraganee sono l'arcidiocesi di Trani-Barletta-Bisceglie e le diocesi di:
- Altamura-Gravina-Acquaviva delle Fonti
- Andria
- Conversano-Monopoli
- Molfetta-Ruvo-Giovinazzo-Terlizzi

## Storia

### Arcidiocesi di Bari
Le prime notizie storicamente attendibili circa la diocesi di Bari risalgono al IV secolo, quando il vescovo Gervasio prese parte al concilio di Sardica del 342/344. Nel 465 fu il suo successore Concordio a prendere parte al sinodo romano: secondo Lanzoni, è Concordio l'unico vescovo storicamente certo di Bari nei primi sei secoli cristiani. Nel 530 con il vescovo Pietro la diocesi fu elevata al rango di arcidiocesi metropolitana, soggetta al patriarcato di Costantinopoli.
Dall'VIII all'XI secolo l'arcidiocesi di Bari, sotto il diretto dominio di Costantinopoli, adottò il rito bizantino, di cui rimarranno tracce fino al XVI secolo. Insieme con il rito bizantino, il calendario liturgico della Chiesa di Bari ricordava i santi dell'Oriente celebrati secondo il calendario bizantino. Infine nella cattedrale Bari fu in uso fino al XX secolo enunciare Vangelo ed Epistola in latino e in greco.
Nel IX secolo, in seguito alle devastazioni operate in Puglia dai Saraceni, la città di Canosa (Canusium) fu distrutta e Angelario, vescovo di quella città nell'844 riparò a Bari portando con sé le reliquie dei santi Rufino, Memore e san Sabino; quest'ultimo divenne poi patrono della diocesi di Bari. Il pontefice Sergio II conferì ad Angelario il titolo di vescovo di Bari e Canosa, titolo che gli arcivescovi di Bari hanno mantenuto fino alla recente riorganizzazione delle diocesi del 1986.
Nel 933 papa Giovanni IX concesse l'uso del pallio all'arcivescovo di Bari, e nel volgere di un secolo ogni legame con Costantinopoli fu rescisso, in favore di quelli con Roma.
L'arcivescovo Bisanzio (1025-1035) ottenne dal Papa il privilegio di consacrare i vescovi delle sedi suffraganee. Iniziò anche la costruzione della nuova cattedrale intitolata a san Sabino, che fu distrutta nel 1156 da Guglielmo di Sicilia. Nell'XI secolo si tennero a Bari due sinodi: il primo, nel 1064 fu presieduto da Arnoldo, vicario di papa Alessandro II.

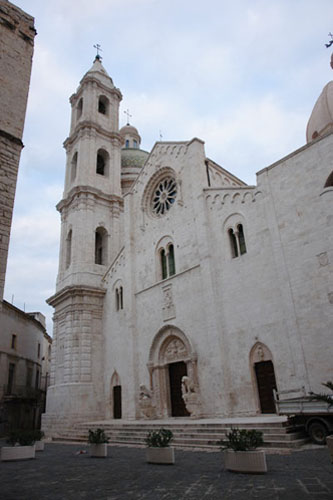
Ex cattedrale di San Michele Arcangelo a Bitetto

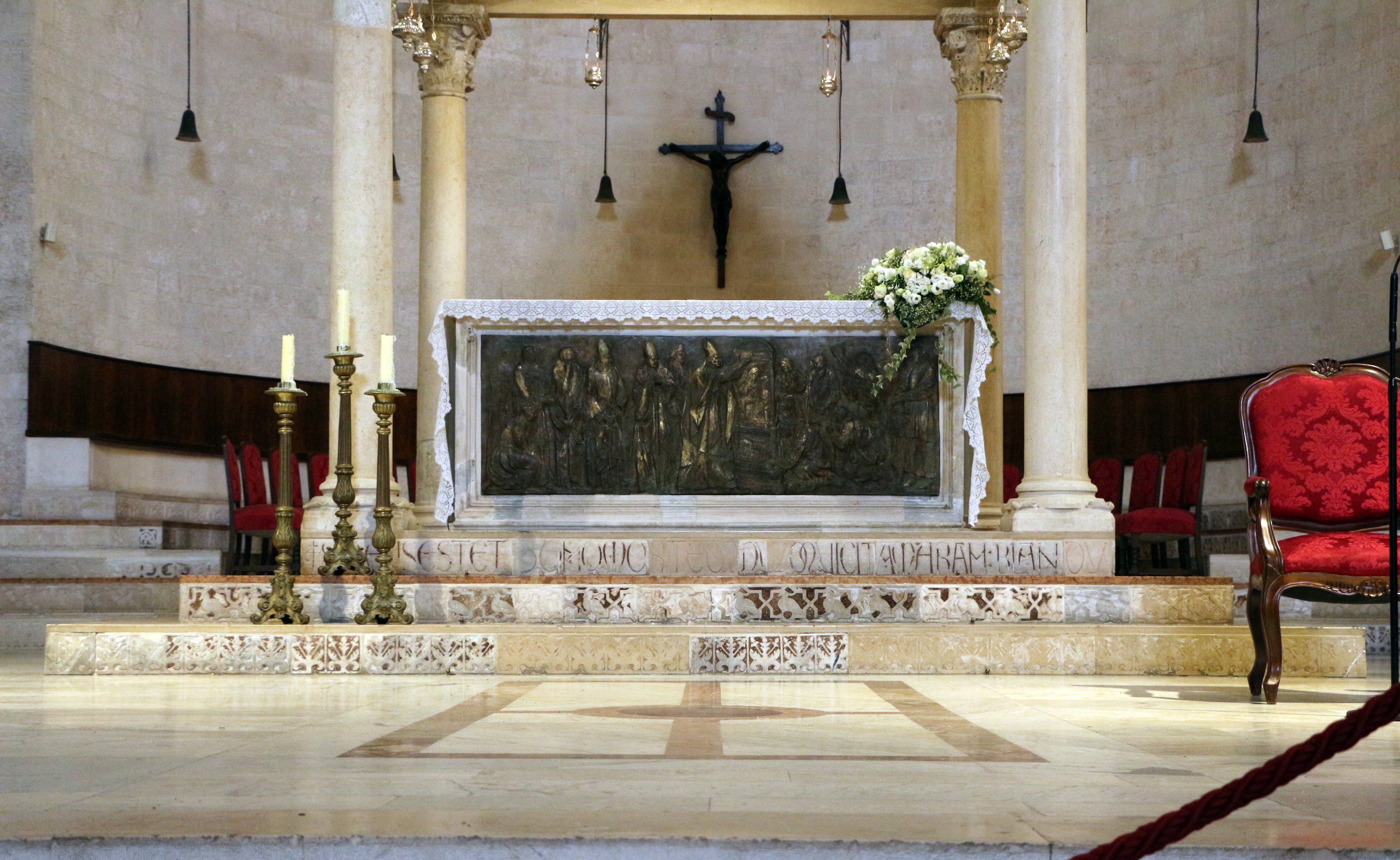
Altare maggiore della cattedrale di San Sabino a Bari

In quegli stessi anni, a Bari era arcivescovo Ursone che però, prediligendo la sede di Canosa, si era inimicato la popolazione. Pertanto, quando nel 1087 alcuni marinai traslarono a Bari le reliquie di san Nicola, le affidarono in custodia presso un monastero benedettino. Solo nel 1089, con la morte di Ursone e l'elezione ad arcivescovo proprio dell'abate benedettino Elia, si diede avvio alla costruzione della basilica di San Nicola, che venne consacrata nello stesso anno da papa Urbano II, a lavori ancora ampiamente in corso. In questa occasione lo stesso papa tumulò nella cattedrale le reliquie di san Nicola di Bari, appena giunte dall'Oriente.

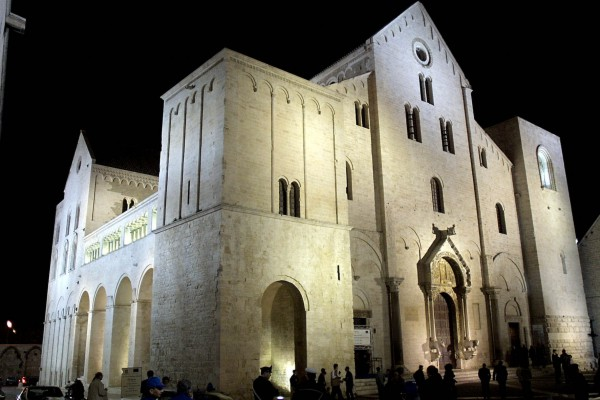
La basilica di San Nicola a Bari

Pochi anni dopo, nel 1098, Urbano II tornò a Bari per celebrarvi un sinodo finalizzato alla riavvicinamento tra la Chiesa d'Oriente e la sede apostolica di Roma. Nella scelta di Bari ebbe un peso rilevante il ruolo assunto dalla Chiesa locale, che per la presenza delle reliquie di san Nicola costituiva il naturale terreno di dialogo tra cristiani d'oriente e d'occidente. Al sinodo intervennero ben 183 vescovi, tra i quali sant'Anselmo d'Aosta che si distinse per le posizioni prese sull'uso del pane lievitato nell'eucaristia e della processione dello Spirito Santo (la cosiddetta disputa sul Filioque). Ciò nonostante il sinodo non diede i risultati sperati e la distanze dottrinali ne furono acuite.
Dopo l'arcivescovo Rainaldo, che diede impulso alla riedificazione della cattedrale distrutta da Guglielmo il Malo, anche l'arcivescovo Romualdo Grisoni (1280) si distinse per la restauro ed edificazione di chiese. Nel 1377 era arcivescovo di Bari Bartolomeo Prignano, divenuto poi papa Urbano VI, il quale peraltro non vide mai la città.
Due arcivescovi del XVII secolo hanno ricoperto un ruolo significativo nella storia dell'arcidiocesi: Diego Sersale (1638) ristrutturò a proprie spese la cattedrale e promosse la costruzione del palazzo episcopale e del seminario, mentre il domenicano Tommaso Maria Ruffo (1684) morì in odore di santità.

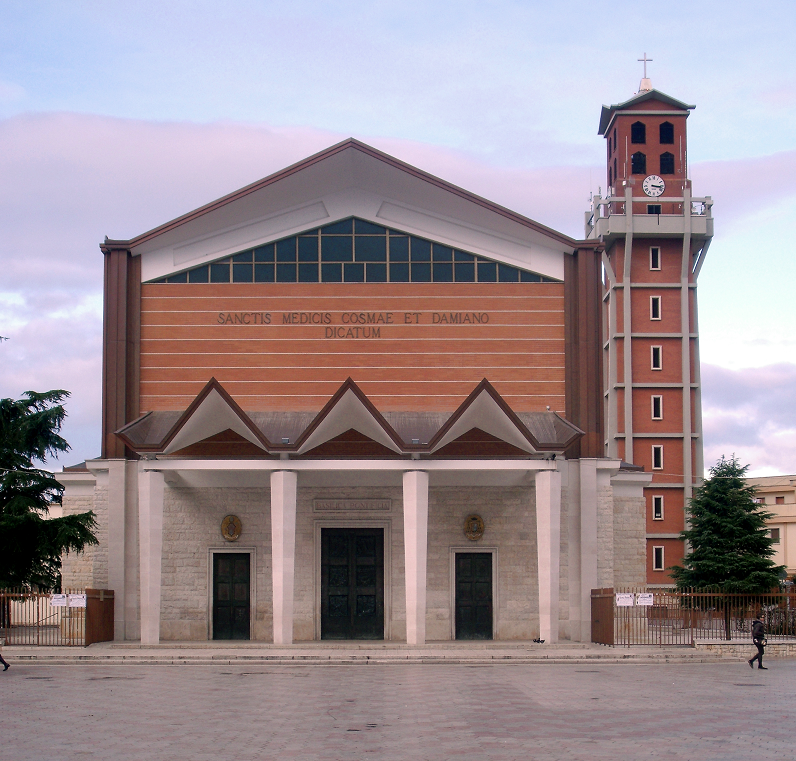
La basilica dei Santi Medici a Bitonto

In seguito al Concordato del 1818 tra la Santa Sede e il Regno delle Due Sicilie, le diocesi di quest'ultimo furono oggetto di fusioni e aggregazioni. In quella circostanza, con la bolla De utiliori di papa Pio VII del 27 giugno 1818, all'arcidiocesi di Bari fu aggregata la soppressa diocesi di Bitetto.

### Diocesi di Bitonto
Anche la diocesi di Bitonto, come quella di Bari, secondo la tradizione ha un'origine che può essere fatta risalire al tempo della piena conversione della Puglia. Sebbene vi siano notizie confuse circa un vescovo di nome Anderano vissuto attorno al 742 (e appartenente probabilmente alla chiesa di Bisignano), la più antica menzione della diocesi risale all'XI secolo e il primo vescovo di Bitonto di cui si hanno notizie dettagliate fu Arnolfo nel 1087.
Nel 1151 e nel 1172 la sede di Bitonto fu confermata come suffraganea dell'arcidiocesi di Bari rispettivamente da Eugenio III e da Alessandro III.
Successivamente tennero la sede bitontina, tra gli altri, Enrico Minutolo (1382), in seguito divenuto cardinale; Cornelio Musso (1544), un conventuale che si distinse al concilio di Trento dove tenne la predica di apertura; il servo di Dio Girolamo (al secolo Bernardino) Pallantieri (1603-1619), Fabrizio Carafa (1622), fondatore di un'accademia letteraria; e Alessandro Crescenzi (1652), appartenente a un'importante famiglia romana, che fu creato cardinale nel 1675.
Nel 1703 il capitolo della cattedrale proclamò l'Immacolata Concezione patrona principale della città e della diocesi. Patrono del capitolo invece era san Valentino, il cui culto fu introdotto a Bitonto dal vescovo Guglielmo da Viterbo nel XII secolo.
Con la bolla De utiliori di papa Pio VII del 27 giugno 1818, la diocesi di Bitonto venne unita aeque principaliter a quella di Ruvo.
Nel 1885 la diocesi bitontina era costituita da 15 parrocchie tutte incluse nel territorio cittadino di Bitonto, eccetto quella di Palombaio.

### Arcidiocesi di Bari-Bitonto

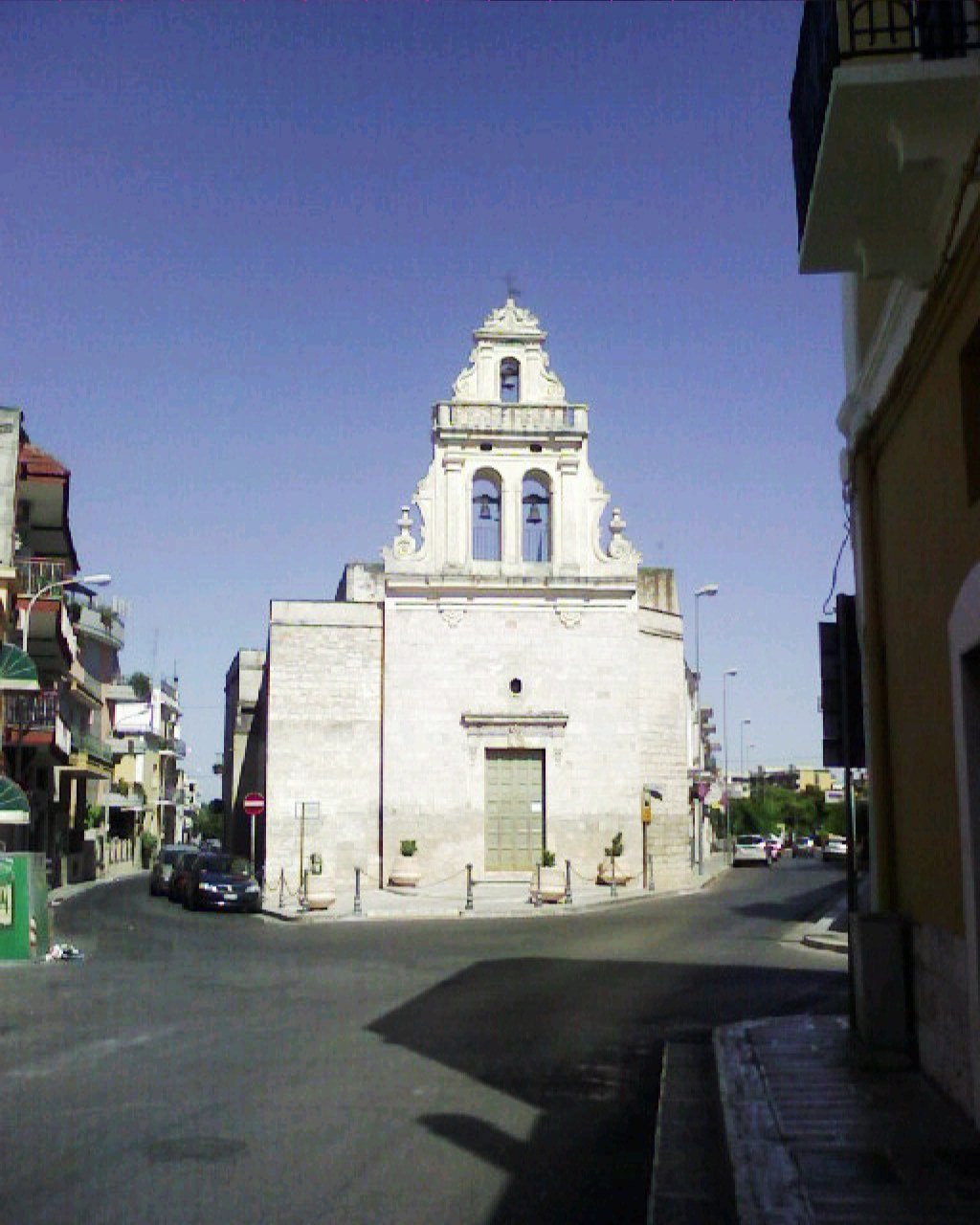
La chiesa dell'Assunta a Modugno.

L'unione delle diocesi di Bitonto e Ruvo perdurò fino al 1982; il 30 settembre di quell'anno infatti la Santa Sede procedette alla nomina di due vescovi distinti per le due sedi. Sulla diocesi di Bitonto fu nominato Andrea Mariano Magrassi, che era già arcivescovo di Bari: in questo modo Bari e Bitonto furono unite in persona episcopi.
Il 30 settembre 1986, con il decreto Instantibus votis della Congregazione per i vescovi, nel quadro più ampio della revisione delle circoscrizioni ecclesiastiche in Italia, le due sedi furono unite con la formula plena unione e la nuova circoscrizione ecclesiastica ha assunto il nome attuale. Contestualmente il comune e il territorio di Santeramo in Colle fu ceduto dalla nuova arcidiocesi alla diocesi di Altamura-Gravina-Acquaviva delle Fonti.
In occasione del XXIV Congresso eucaristico nazionale svoltosi dal 21 al 29 maggio 2005, a cui intervenne come legato pontificio il cardinale Camillo Ruini, l'arcidiocesi di Bari-Bitonto fu meta del primo viaggio apostolico di Benedetto XVI dopo l'elezione a papa.

### Diocesi soppresse
- Diocesi di Canosa
- Diocesi di Bitetto

## Cronotassi dei vescovi
Si omettono i periodi di sede vacante non superiori ai 2 anni o non storicamente accertati.

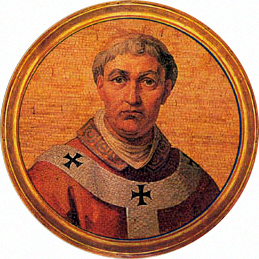
Papa Urbano VI, nato Bartolomeo Prignano, arcivescovo di Bari (1377 - 1378)

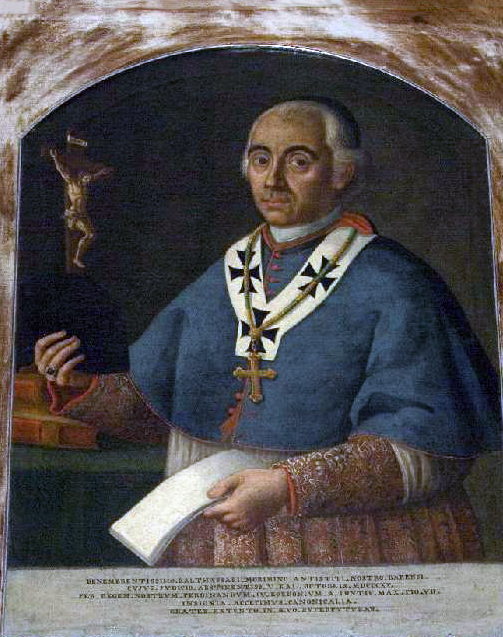
Baldassare Mormile, arcivescovo di Bari dal 1805 al 1818

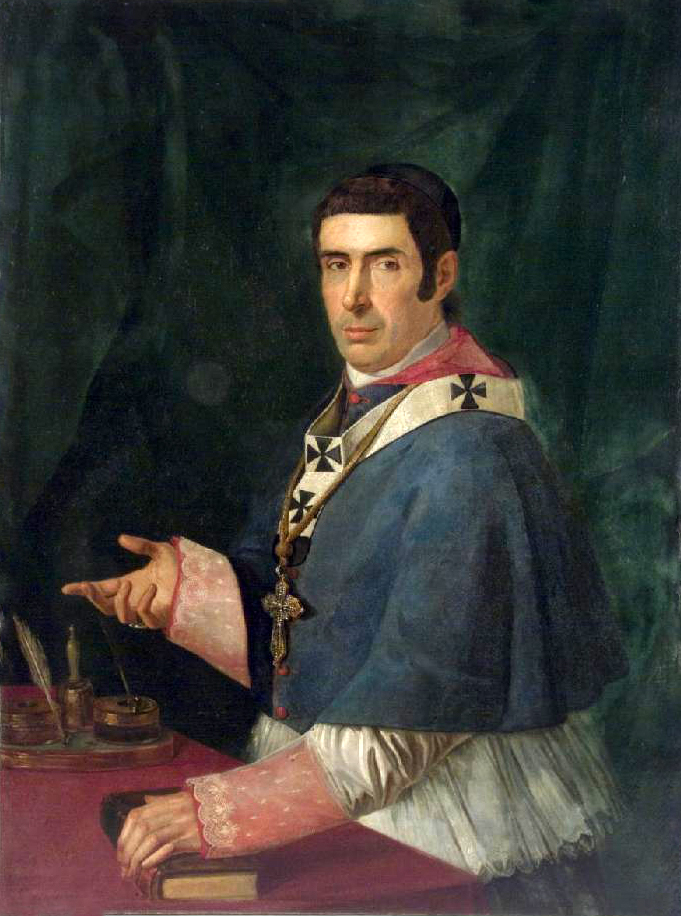
Michele Basilio Clary, arcivescovo di Bari dal 1823 al 1858

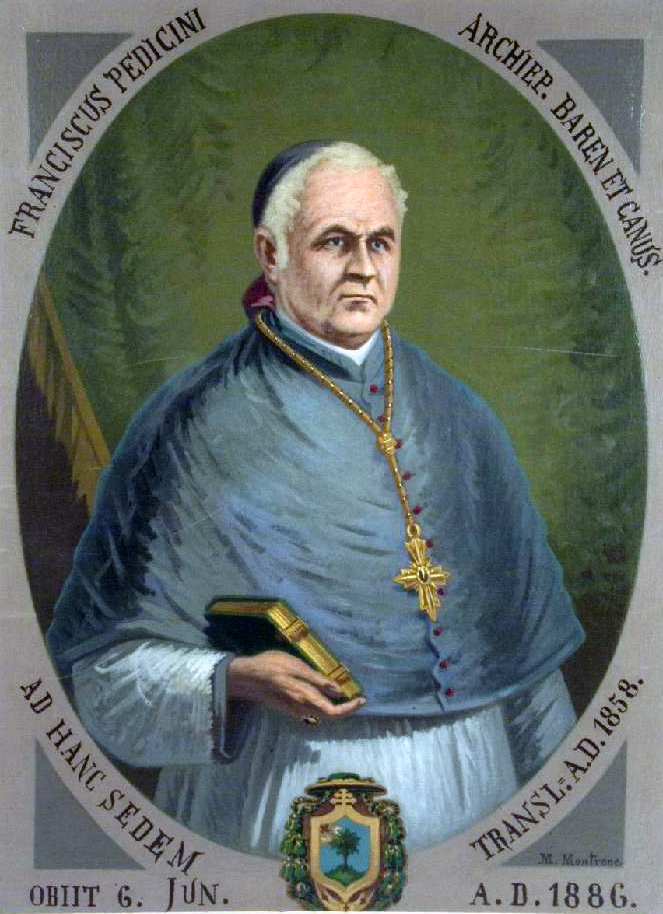
Francesco Pedicini, arcivescovo di Bari dal 1858 al 1886

Casimiro Gennari, amministratore apostolico di Bari (1886 - 1887)

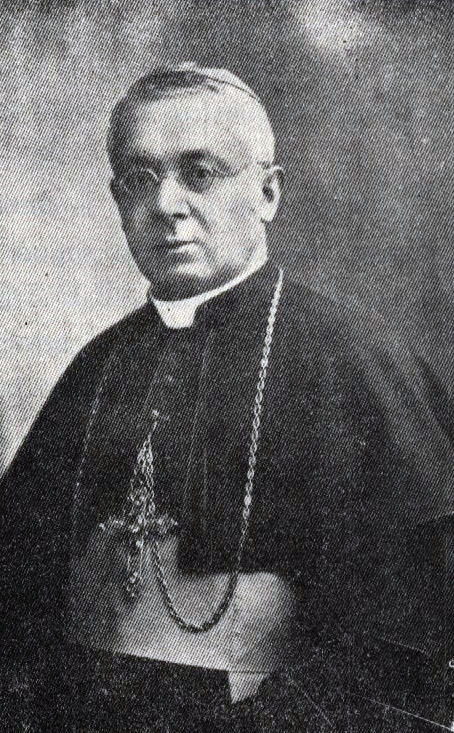
Augusto Curi, arcivescovo di Bari dal 1925 al 1933

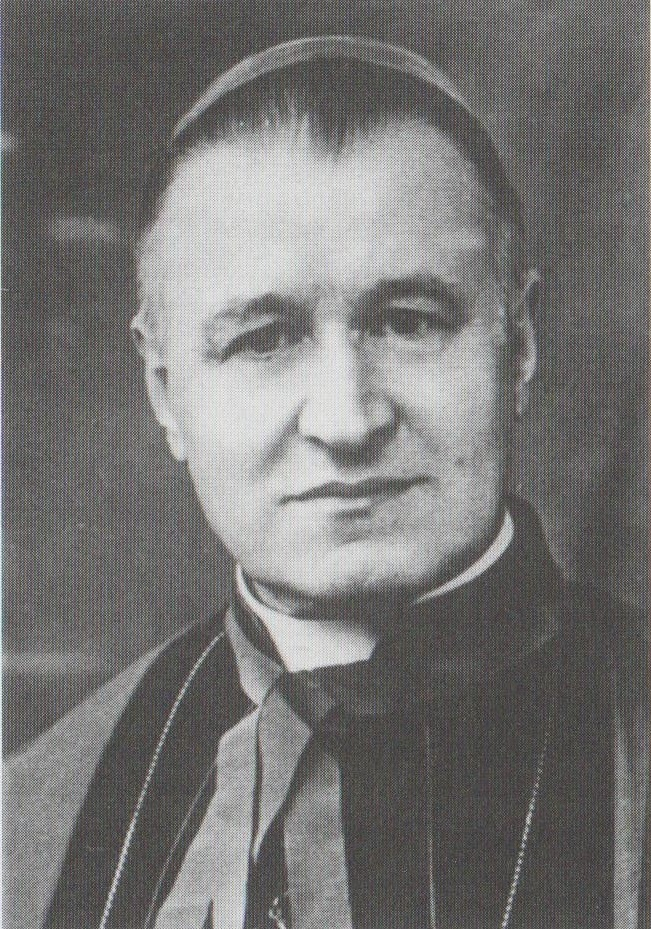
Marcello Mimmi, arcivescovo di Bari dal 1933 al 1952

Anastasio Alberto Ballestrero, arcivescovo di Bari (1973 - 1977)

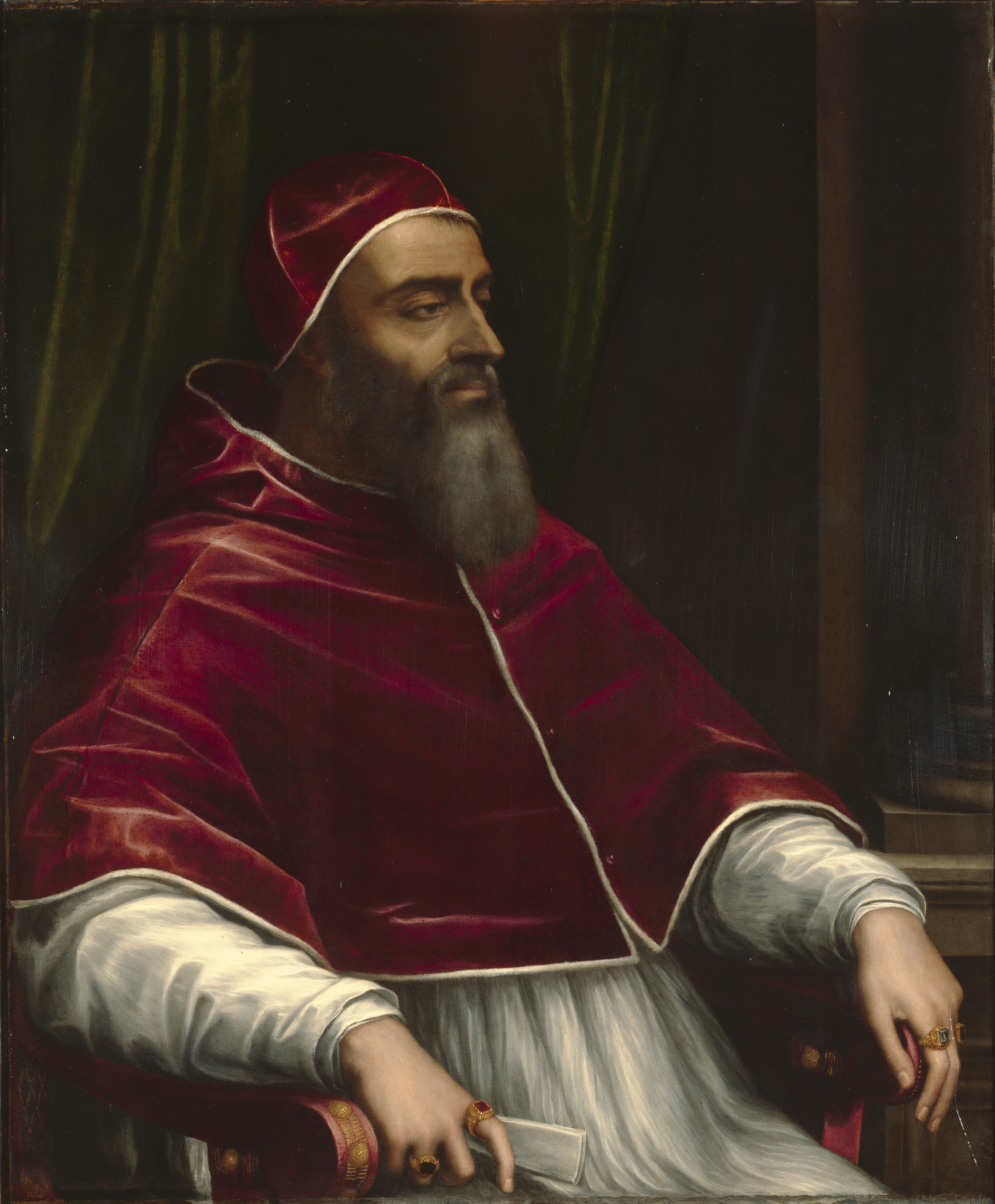
Papa Clemente VII, nato Giulio Zanobi di Giuliano de' Medici, amministratore apostolico di Bitonto nel 1517

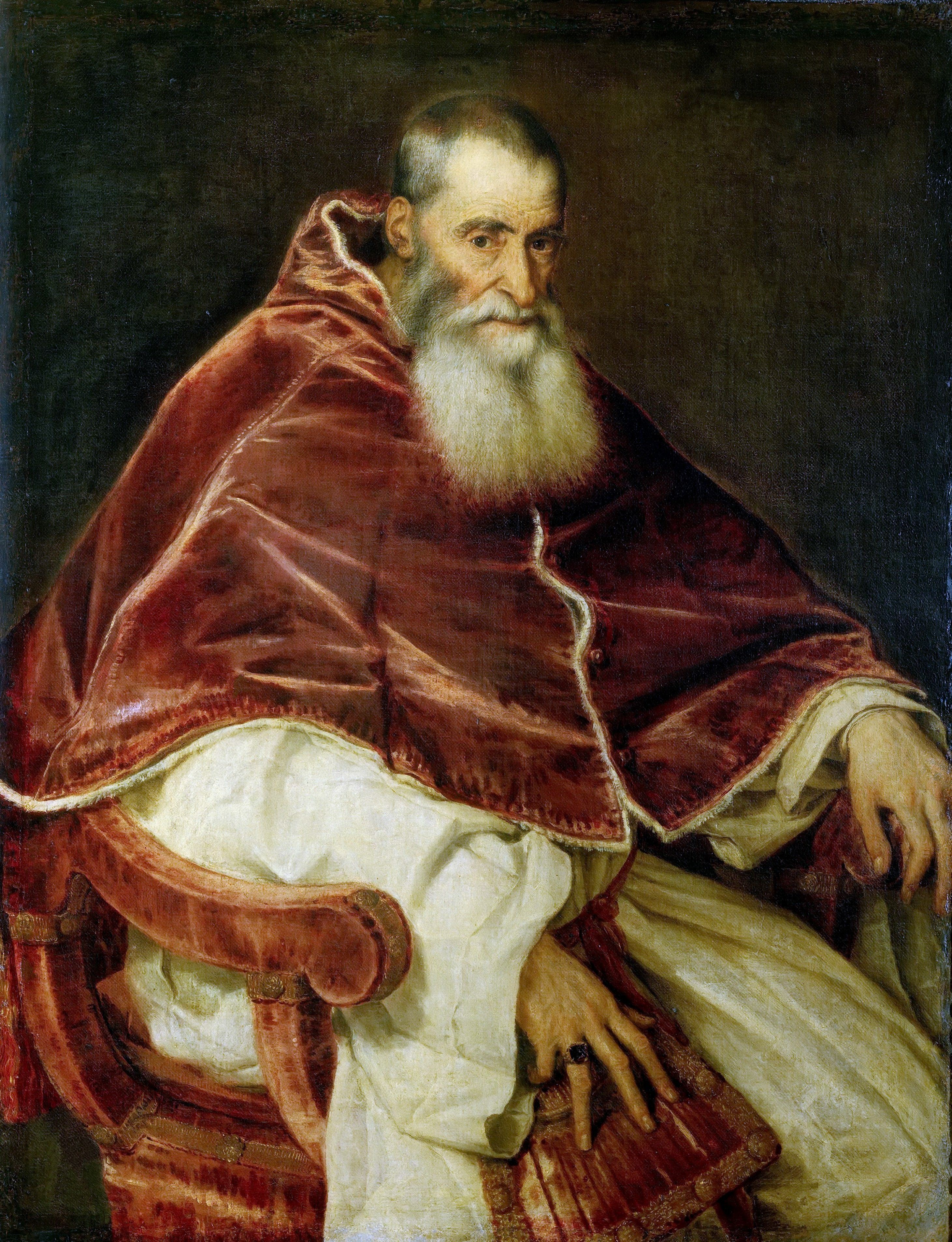
Papa Paolo III, nato Alessandro Farnese, amministratore apostolico di Bitonto (1530-1532)

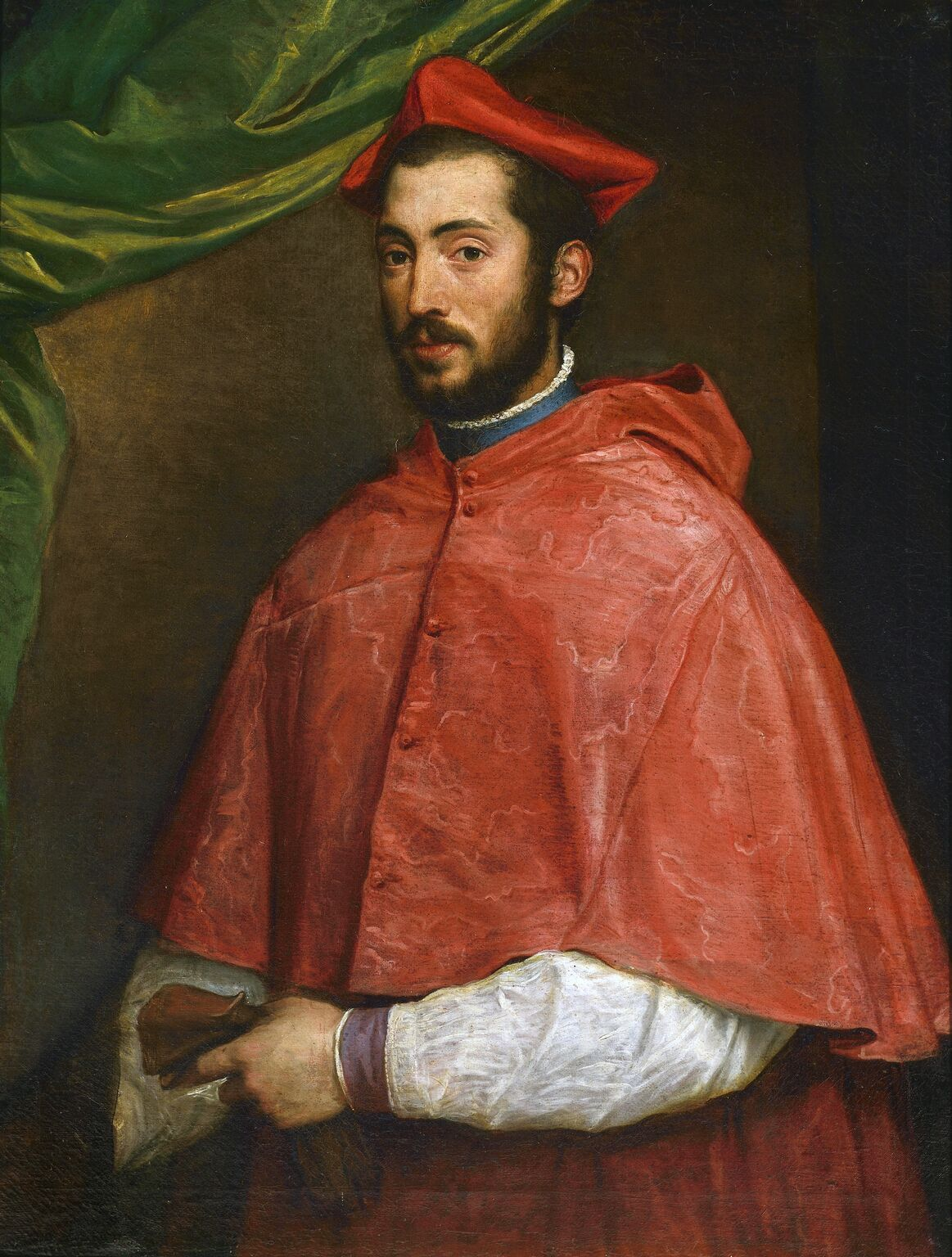
Alessandro Farnese il Giovane, amministratore apostolico (1537-1538) e vescovo di Bitonto (1544)

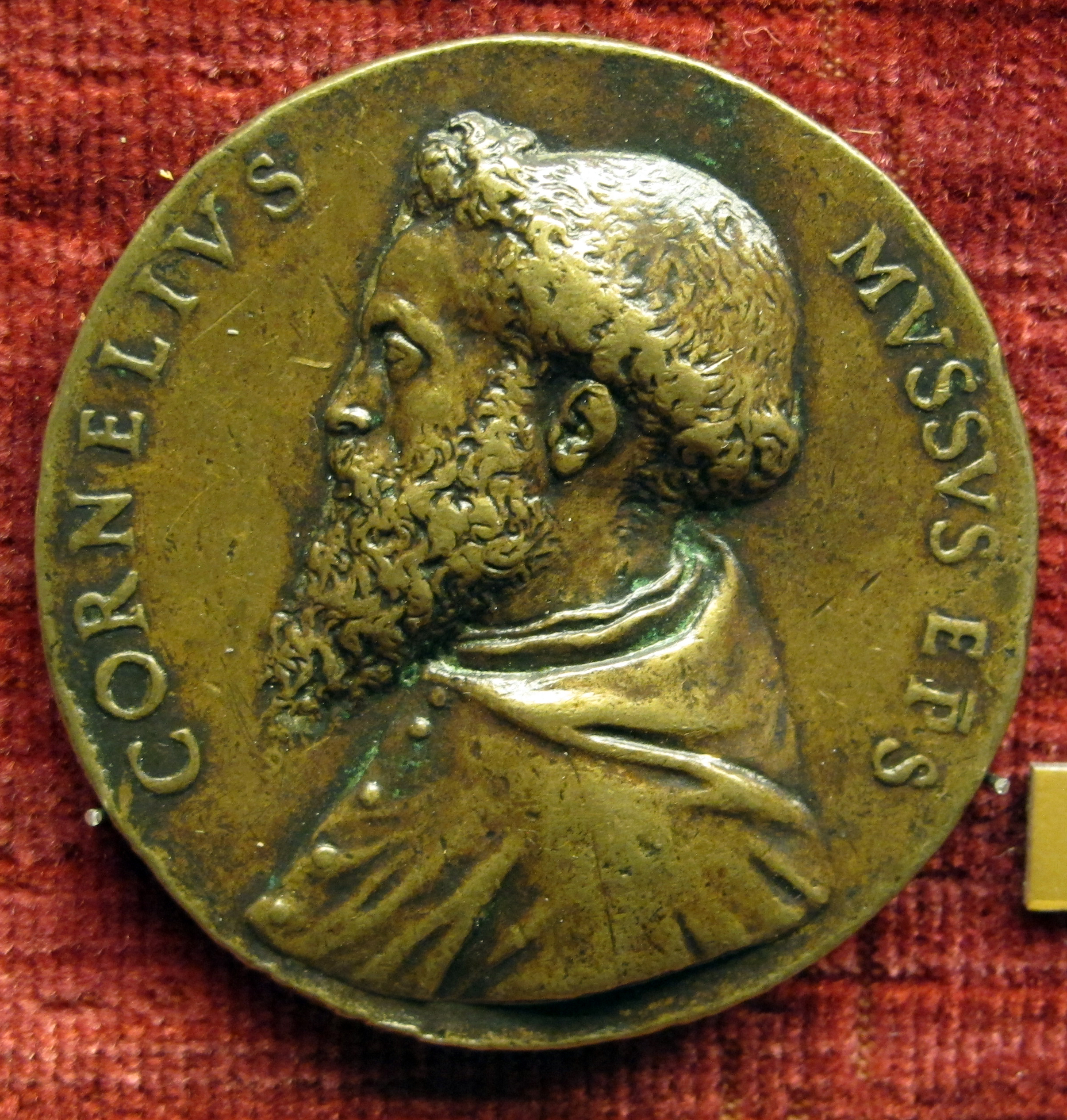
Cornelio Musso, O.F.M.Conv., vescovo di Bitonto (1544 - 27 ottobre - 1574)

### Sede di Bari
La cronotassi relativa al primo millennio (fino a Giovanni III nel 952) è quella riportata da Michele Garruba nella sua opera Serie critica de' Sacri Pastori Baresi (1844). Di questi vescovi, lo studio Cronotassi iconografia e araldica dell'Episcopato pugliese (1984) considera autentici solo due, Concordio (465) e Andrea (VI secolo).
- San Mauro † (I secolo)
- Geronzio (Gervasio ?) † (menzionato nel 343/344)[8]
- Concordio † (menzionato nel 465)
- Pietro I † (menzionato nel 530)
- Andrea I † (metà circa del VI secolo)[9]
- Marco † (596 - 610)
- Giulio † (610 - 634)
- Stefano † (634 - 653)
- Ursone † (653 - 681)
- Trasmondo † (681 - 688)
- Rodecauto † (688 - 694)
- Bursa † (694 - 753)
- Maurenziano † (753 - 758)[10]
- Andrea II † (759 - 761)
- Rodoaldo I † (762 - 780)
- Leone † (781 - dopo il 787)[11]
- Pietro II † (? - 821)
- Sebastiano † (821 - 828)[12]
- Giacomo I † (828 - 840)
- Rodoaldo II † (843 - 854)
- Angelario † (855 - 876)
- Domenico † (877 - 891)
- Giovanni I † (892 - 905)
- Guitpardo † (906 - 912)
- Rodrigo † (912 - 920)
- Giovanni II † (920 - 924)
- Alsario † (924 - 930 o 931 deceduto)
- Pietro III † (931 - 950/952 deceduto)
- Giovanni III † (952 - 978 deceduto)
- Paolo † (978 - 988 o 993 deceduto)
- Crisostomo † (988 o 993 - 1006 deceduto) (arcivescovo di Bari e Trani)
- Giovanni IV † (1006 - 27 maggio 1025 deceduto)
- Bisanzio † (14 luglio 1025 - 6 gennaio 1035 deceduto)
- Romoaldo I † (1035 - 1035 deceduto)
- Nicola I † (9 agosto 1035 - 27 aprile 1062 deceduto)
- Andrea III † (1062 - 1078 deceduto)
- Ursone † (giugno 1078 - 14 febbraio 1089 deceduto)
- Elia, O.S.B. † (febbraio 1089[13] - 23 maggio 1105 deceduto)
- Risone † (1105 - settembre 1117 deceduto)[14]
- Gualtieri † (1118 - 1126)
- Matteo, O.S.B. † (1126 - 1128 o 1129 deceduto)
- Angelo † (1128 o 1129 - 1137 deposto)
- Giovanni V † (1137 - 1151 deposto)
- Giovanni VI † (12 febbraio 1151 - 31 agosto 1169 o 1171 deceduto)
- Rainaldo † (marzo 1171 - 4 febbraio 1188[15] deceduto)
- Doferio † (1188[16] - 27 febbraio 1207 deceduto)
- Berardo di Castagna (o Costa) † (1207 - 11 settembre 1213 nominato arcivescovo di Palermo)
- Andrea IV di Celano † (1214 - 27 settembre 1225 deceduto)
- Marino Filangieri † (21 dicembre 1226 - 6 luglio 1251 deceduto)
- Enrico Filangieri, O.P. † (27 aprile 1252 - 11 ottobre 1258 deceduto)
- Giovanni VI Saraceno, O.F.M. † (1259 - 19 agosto 1280 deceduto)
- Romoaldo Grisone † (20 giugno 1282 - 3 febbraio 1309 deceduto)
- Landolfo I † (24 novembre 1310 - 4 ottobre 1336 deceduto)
- Ruggero Sanseverino † (24 marzo 1337 - 23 maggio 1347 nominato arcivescovo di Salerno)
- Bartolomeo Carafa † (23 maggio 1347 - 16 marzo 1367 deceduto)
- Niccolò Brancaccio † (12 aprile 1367 - 13 gennaio 1377 nominato arcivescovo di Cosenza)
- Bartolomeo Prignano † (13 gennaio 1377 - 8 aprile 1378 eletto papa con il nome di Urbano VI)
- Landolfo Maramaldo † (1378 - 1384 deposto)
- Giacomo Carafa † (1384 - dopo il 1º maggio 1400 deceduto)
  - Niccolò Acconciamuro † (5 novembre 1378 - 1387 deceduto) (antivescovo)
  - Guglielmo † (29 luglio 1387 - 1390 dimesso) (antivescovo)
  - Roberto † (2 luglio 1390 - ?) (antivescovo)
- Nicola Pagano † (11 agosto 1400 - 1º dicembre 1424 nominato arcivescovo di Otranto)
- Francesco de Aiello † (11 dicembre 1424 - 1453 deceduto)
- Guido Guidano † (13 luglio 1453 - 1454 deceduto)
  - Latino Orsini † (4 dicembre 1454 - 6 novembre 1472 dimesso) (amministratore apostolico)
- Antonio de Aiello † (6 novembre 1472 - 22 gennaio 1493 deceduto)
- Giovanni Giacomo Castiglioni † (13 marzo 1493 - 1513 deceduto)
- Esteban Gabriel Merino † (9 maggio 1513 - 2 settembre 1530 nominato patriarca delle Indie occidentali)
  - Girolamo Grimaldi † (2 settembre 1530 - 20 agosto 1540 dimesso) (amministratore apostolico)
- Girolamo Sauli † (20 agosto 1540 - 18 aprile 1550 nominato arcivescovo di Genova)
- Giacomo Puteo † (18 aprile 1550 - 16 dicembre 1562 dimesso)
- Antonio Puteo † (16 dicembre 1562 - 14 luglio 1592 deceduto)
- Giulio Cesare Riccardi † (30 ottobre 1592 - 13 febbraio 1602 deceduto)
- Bonviso Bonvisi † (18 marzo 1602 - 1º settembre 1603 deceduto)
- Galeazzo Sanvitale † (15 marzo 1604 - 1606 dimesso)
- Decio Caracciolo Rosso † (3 luglio 1606 - 27 maggio 1613 deceduto)
- Ascanio Gesualdo † (1º luglio 1613 - 27 gennaio 1638 deceduto)
- Diego Sersale † (20 dicembre 1638 - 14 luglio 1665 deceduto)
- Giovanni Granafei † (11 ottobre 1666 - 18 marzo 1683 deceduto)
- Tommaso Maria Ruffo † (10 aprile 1684 - 30 aprile 1691 deceduto)
- Carlo Loffredo, C.R. † (26 novembre 1691 - 10 marzo 1698 nominato arcivescovo di Capua)
- Muzio Gaeta seniore † (7 aprile 1698 - maggio 1728 deceduto)
- Michele Carlo Althann † (20 settembre 1728 - 2 dicembre 1735 nominato arcivescovo, titolo personale, di Vác)
- Muzio Gaeta iuniore † (19 dicembre 1735 - 16 settembre 1754 nominato arcivescovo di Capua)
- Luigi d'Alessandro † (16 settembre 1754 - 28 gennaio 1770 deceduto)
- Adelelmo Gennaro Pignatelli, O.S.B.Oliv. † (28 maggio 1770 - 15 dicembre 1777 nominato arcivescovo di Capua)
- Giambattista Ettore Caracciolo † (1º giugno 1778 - 22 maggio 1780 deceduto)
- Sede vacante (1780-1792)
- Gennaro Maria Guevara Suardo, O.S.B. † (27 febbraio 1792 - 29 ottobre 1804 nominato vescovo di Aversa)
- Baldassare Mormile, C.R. † (26 giugno 1805 - 6 aprile 1818 nominato arcivescovo di Capua)
- Nicola Coppola, C.O. † (25 maggio 1818 - 17 novembre 1823 nominato arcivescovo, titolo personale, di Nola)
- Michele Basilio Clary, O.S.B.I. † (17 novembre 1823 - 15 febbraio 1858 deceduto)
- Francesco Pedicini † (27 settembre 1858 - 6 giugno 1886 deceduto)
  - Casimiro Gennari † (1886 - 1887) (amministratore apostolico)
- Ernesto Mazzella † (14 marzo 1887 - 14 ottobre 1897 deceduto)
- Giulio Vaccaro † (24 marzo 1898 - 10 marzo 1924 deceduto)
  - Pietro Pomares y de Morant † (16 ottobre 1924 - 14 dicembre 1924 deceduto) (arcivescovo eletto)
- Augusto Curi † (5 maggio 1925 - 28 marzo 1933 deceduto)
- Marcello Mimmi † (31 luglio 1933 - 30 agosto 1952 nominato arcivescovo di Napoli)
- Enrico Nicodemo † (11 novembre 1952 - 27 agosto 1973 deceduto)
- Anastasio Alberto Ballestrero, O.C.D. † (21 dicembre 1973 - 1º agosto 1977 nominato arcivescovo di Torino)
- Andrea Mariano Magrassi, O.S.B. † (24 novembre 1977 - 30 settembre 1986 nominato arcivescovo di Bari-Bitonto)

### Sede di Bitonto
- Sant'Apollinare ? † (I secolo)
- Guglielmo da Viterbo † (715 - 742)[senza fonte]
- Andreone o Andreano † (742 - 754)[17]
- Oto o Ottone † (754 - ?)[10]
- Arnolfo † (1085 - 1095)
- Giovanni I † (1095 - 1145)
- Giovanni Nicolao † (1145 - 1198)
- Domenico † (1198 - 1225)
- Sergio d'Orvieto † (1225 - 1251)[18]
- Pancrazio da Anagni, O.P. † (12 agosto 1253 - 1260)
- Teodorico de' Borgognoni † (1260 - 9 giugno 1266 nominato vescovo di Cervia)
- Pardo Perrese † (1266 - 1267)
- Bernardo † (1267 - 1268)
- Leucio Corasi † (1283 - 1317 deceduto)
  - Giovanni da Venotstis † (1317 - 1317 deposto) (antivescovo)
- Giovanni Lacadia † (27 giugno 1317 - 1333)
- Stefano Vitano † (1334 - 1346)
- Roberto Lenato † (1346 - 1347)
- Giacomo Falcone † (10 novembre 1348 - 1349 ? deceduto)
- Nicola Fontana † (1350 - 1352)
- Giacomo Castelli † (1352 - 1371)
- Biagio Domenico † (1371[19] - circa 1380 deposto)[20]
  - Pietro De Valle, O.E.S.A. † (15 giugno 1380 - 1384) (antivescovo)
  - Nicola dei Guiscardi † (1º aprile 1384 - ?) (antivescovo)
- Enrico Minutolo † (1381 - 1383 nominato arcivescovo di Trani)
- Giacomo Castelli † (1383 - 1386)
- Nicola de Pice † (1386 - 1392)
- Giovanni degli Orselli † (1392 - 1396)[21]
- Nicola Perrese † (1396 - 1399)
- Antonio Ciccivellis, O.F.M. † (31 luglio 1399 - 1423 deceduto)
- Paolo Alfatati † (14 giugno 1423 - 1457 deceduto)
- Antonio di Reggio, O.P. † (4 maggio 1457 - 1472 deceduto)
  - Antonio da Urbino † (1473 - 1482)
- Andrea Paltroni † (17 agosto 1472 - 5 novembre 1484 nominato vescovo di Nepi e Sutri)
- Battista Pontini (Giovambattista De Ponte) † (5 novembre 1484 - 1500 deceduto)
  - Giovanni Battista Orsini seniore † (12 giugno 1500 - 20 dicembre 1501 dimesso) (amministratore apostolico)
- Giovanni Battista Orsini iuniore † (20 dicembre 1501 - 1517 dimesso)
  - Giulio de' Medici † (18 febbraio 1517 - 27 febbraio 1517 dimesso) (amministratore apostolico)
- Giacomo Orsini † (27 febbraio 1517 - 24 gennaio 1530 dimesso)
  - Alessandro Farnese † (24 gennaio 1530 - 17 maggio 1532 dimesso) (amministratore apostolico)
- Lope de Alarcón † (17 maggio 1532 - 1537 dimesso)
  - Alessandro Farnese il Giovane † (17 giugno 1537 - 11 gennaio 1538 dimesso) (amministratore apostolico)
- Sebastiano Deli di Castel Durante † (11 gennaio 1538 - 1544 deceduto)
- Alessandro Farnese il Giovane † (1544 - 27 ottobre 1544 dimesso)
- Cornelio Musso, O.F.M.Conv. † (27 ottobre 1544 - 13 gennaio 1574 deceduto)
- Giovanni Fortiguerra † (26 aprile 1574 - 1593 deceduto)
- Flaminio Parisio † (17 settembre 1593 - 1603 deceduto)
- Bernardino Pallantieri, O.F.M.Conv. † (10 settembre 1603 - 23 agosto 1619 deceduto)
- Giovanni Battista Stella † (13 novembre 1619 - 15 dicembre 1621 deceduto)
- Fabrizio Carafa † (24 gennaio 1622 - 9 marzo 1651 deceduto)
- Alessandro Crescenzi † (26 agosto 1652 - 19 aprile 1668 dimesso)
- Tommaso Acquaviva d'Aragona, O.P. † (14 maggio 1668 - 23 agosto 1672 deceduto)
- Francesco Antonio Gallo † (3 ottobre 1672 - 11 agosto 1685 deceduto)
- Filippo Massarenghi, C.O. † (13 maggio 1686 - 5 giugno 1688 deceduto)
- Carlo de Ferrari † (6 giugno 1689 - 13 novembre 1698 deceduto)
- Giovanni Battista Capano, C.R. † (21 giugno 1700 - 14 gennaio 1720 deceduto)
- Domenico Maria Cedronio, O.P. † (20 marzo 1720 - maggio 1722 deceduto)
- Luca Antonio della Gatta † (6 luglio 1722 - 8 luglio 1737 nominato vescovo di Melfi e Rapolla)
- Giovanni Barba † (8 luglio 1737 - 13 dicembre 1749 deceduto)
- Nicola Ferri † (23 febbraio 1750 - 28 maggio 1770 nominato vescovo di Campagna e Satriano)
- Orazio Berarducci † (28 maggio 1770 - 1801 deceduto)
  - Sede vacante (1801-1819)
- Vincenzo Maria Manieri, O.F.M.Conv. † (29 marzo 1819 - 1833 deceduto)
  - Sede vacante (1833-1838)
- Nicola Marone † (15 febbraio 1838 - 18 giugno 1853 dimesso)
- Vincenzo Materozzi † (12 settembre 1853 - 8 luglio 1884 deceduto)
- Luigi Bruno † (8 luglio 1884 succeduto - 10 gennaio 1893 deceduto)
- Tommaso de Stefano † (19 gennaio 1893 - 24 marzo 1898 nominato arcivescovo di Trani e Barletta)
- Pasquale Berardi † (24 marzo 1898 - 21 aprile 1921 nominato arcivescovo di Gaeta)
- Placido Ferniani † (28 marzo 1922 - 22 maggio 1925 deceduto)
- Domenico Del Buono † (24 luglio 1925 - 16 gennaio 1929 deceduto)
- Andrea Taccone † (27 agosto 1929 - 30 aprile 1949 dimesso[22])
- Aurelio Marena † (16 marzo 1950 - 21 novembre 1978 dimesso)
  - Sede vacante (1978-1982)[23]
- Andrea Mariano Magrassi, O.S.B. † (30 settembre 1982 - 30 settembre 1986 nominato arcivescovo di Bari-Bitonto)

### Sede di Bari-Bitonto
- Andrea Mariano Magrassi, O.S.B. † (30 settembre 1986 - 3 luglio 1999 dimesso)
- Francesco Cacucci (3 luglio 1999 - 29 ottobre 2020 ritirato)
- Giuseppe Satriano, dal 29 ottobre 2020

## Prelati viventi originari dell'arcidiocesi di Bari-Bitonto
- Cristoforo Palmieri (Bitonto, 24 maggio 1939), vescovo emerito di Rrëshen
- Francesco Cacucci (Bari, 26 aprile 1943), arcivescovo emerito di Bari-Bitonto
- Filippo Santoro (Carbonara di Bari, 12 luglio 1948), arcivescovo emerito di Taranto
- Vito Angiuli (Sannicandro di Bari, 6 agosto 1952), vescovo di Ugento-Santa Maria di Leuca
- Francesco Savino (Bitonto, 13 novembre 1954), vescovo di Cassano all'Jonio
- Vito Piccinonna (Bitonto, 1º giugno 1977), vescovo di Rieti
- Michele Petruzzelli (Bari, 1º agosto 1961), abate ordinario di Cava de' Tirreni

## Statistiche
L'arcidiocesi nel 2022 su una popolazione di 757.830 persone contava 757.506 battezzati, corrispondenti al 100,0% del totale.
| anno | popolazione | popolazione | popolazione | presbiteri | presbiteri | presbiteri | presbiteri                | diaconi | religiosi | religiosi | parrocchie |
| anno | battezzati  | totale      | %           | numero     | secolari   | regolari   | battezzati per presbitero | diaconi | uomini    | donne     | parrocchie |
| ---- | ----------- | ----------- | ----------- | ---------- | ---------- | ---------- | ------------------------- | ------- | --------- | --------- | ---------- |
| 1950 | 486.600     | 487.500     | 99,8        | 358        | 234        | 124        | 1.359                     |         | 208       | 837       | 56         |
| 1959 | 532.000     | 535.000     | 99,4        | 400        | 220        | 180        | 1.330                     |         | 250       | 1.300     | 70         |
| 1969 | 625.000     | 628.746     | 99,4        | 434        | 199        | 235        | 1.440                     |         | 332       | 1.604     | 82         |
| 1980 | 630.000     | 640.655     | 98,3        | 375        | 194        | 181        | 1.680                     | 2       | 268       | 1.128     | 94         |
| 1990 | 650.000     | 680.000     | 95,6        | 411        | 231        | 180        | 1.581                     | 21      | 283       | 1.202     | 120        |
| 1999 | 600.000     | 710.000     | 84,5        | 426        | 251        | 175        | 1.408                     | 40      | 255       | 893       | 123        |
| 2000 | 600.000     | 710.000     | 84,5        | 426        | 251        | 175        | 1.408                     | 46      | 257       | 1.010     | 124        |
| 2001 | 690.000     | 710.000     | 97,2        | 394        | 228        | 166        | 1.751                     | 48      | 239       | 909       | 124        |
| 2002 | 690.000     | 710.000     | 97,2        | 369        | 211        | 158        | 1.869                     | 58      | 226       | 790       | 124        |
| 2003 | 699.700     | 720.000     | 97,2        | 390        | 210        | 180        | 1.794                     | 59      | 289       | 718       | 126        |
| 2004 | 712.000     | 720.000     | 98,9        | 372        | 207        | 165        | 1.913                     | 62      | 259       | 711       | 125        |
| 2006 | 732.277     | 740.900     | 98,8        | 362        | 207        | 155        | 2.022                     | 66      | 246       | 791       | 125        |
| 2012 | 745.898     | 753.987     | 98,9        | 338        | 195        | 143        | 2.206                     | 73      | 209       | 552       | 126        |
| 2015 | 736.801     | 749.141     | 98,4        | 351        | 196        | 155        | 2.099                     | 76      | 210       | 493       | 126        |
| 2018 | 739.533     | 752.923     | 98,2        | 351        | 196        | 155        | 2.106                     | 73      | 418       | 406       | 126        |
| 2020 | 739.533     | 752.923     | 98,2        | 351        | 196        | 155        | 2.106                     | 73      | 418       | 406       | 126        |
| 2022 | 757.506     | 757.830     | 100,0       | 341        | 174        | 167        | 2.221                     | 71      | 342       | 415       | 127        |

### Sede di Bari
- (EN) Bari, in Catholic Encyclopedia, New York, Encyclopedia Press, 1913.
- Michele Garruba, Serie critica de' Sacri Pastori Baresi, Bari, Tipografia Fratelli Cannone, 1844.
- Giuseppe Cappelletti, Le Chiese d'Italia dalla loro origine sino ai nostri giorni, vol. XXI, Venezia, 1870,  pp. 5-24.
- Francesco Quarto, Gli arcivescovi di Bari Tradizione del “Catalogus Archiepiscoporum Baren et Canusin” nella storia della Chiesa di Bari, in Nicolaus Studi Storici, XIV, fasc. 2, Bari, 2003,  pp. 107-176.
- Donatella Nuzzo, L'organizzazione della rete ecclesiastica nel territorio di Bari in età bizantina (IX-XI secolo), in Conversano nel Medioevo. Storia, arte e cultura del territorio tra IX e XIV secolo. Saggi di storia dell'arte, Roma, 2018,  pp. 73-80.
- Giuseppe Gabrieli, Bibliografia di Puglia (PDF), parte II,  pp. 336-338.
- (EN) Biografia di Esteban Gabriel Merino, su cardinals.fiu.edu.
- (LA) Pius Bonifacius Gams, Series episcoporum Ecclesiae Catholicae, Leipzig, 1931,  pp. 856-857.
- (LA)  Konrad Eubel, Hierarchia Catholica Medii Aevi, vol. 1, pp. 128–129; vol. 2, p. 102; vol. 3, p. 129; vol. 4, p. 110; vol. 5, p. 114; vol. 6, p. 116

### Sede di Bitonto
- (EN) Ruvo and Bitonto, in Catholic Encyclopedia, New York, Encyclopedia Press, 1913.
- Giuseppe Cappelletti, Le Chiese d'Italia dalla loro origine sino ai nostri giorni, vol. XXI, Venezia, 1870,  pp. 30-35.
- Bitonto e la Puglia tra tardoantico e regno normanno, Bari, 1999,  p. 216.
- Giuseppe Gabrieli, Bibliografia di Puglia (PDF), parte II,  pp. 340-341.
- Cultura e società a Bitonto nell'Ottocento,  pp. 164-166.
- Biografia di Girolamo Pallantieri, su castelbolognese.org.
- (LA) Pius Bonifacius Gams, Series episcoporum Ecclesiae Catholicae, Leipzig, 1931,  pp. 859-860.
- (LA)  Konrad Eubel, Hierarchia Catholica Medii Aevi, vol. 1, pp. 142–143; vol. 2, p. 109; vol. 3, p. 138; vol. 4, p. 116; vol. 5, p. 121; vol. 6, p. 124